# Tetrabrombrenzcatechin
Tetrabrombrenzcatechin ist eine chemische Verbindung, die sowohl zur Stoffgruppe der Phenole als auch zur Stoffgruppe der Halogenaromaten gehört.

## Darstellung
Tetrabrombrenzcatechin entsteht bei der Bromierung von Brenzcatechin mit Kaliumbromid und Brom.
Tetrabrombrenzcatechin entsteht auch beim Kochen von Protocatechusäure mit Brom.

## Eigenschaften
Tetrabrombrenzcatechin kristallisiert in farblosen Prismen.
Mit Salpetersäure wird Tetrabrombrenzcatechin zum Tetrabrom-o-benzochinon oxidiert, das bei 150–151 °C schmilzt und in roten Prismen kristallisiert, die in Ethanol, Ether und Benzol löslich sind.

## Analytischer Nachweis
Eine alkoholische Lösung von Tetrabrombrenzcatechin wird durch Zugabe von Eisen(III)-chlorid dunkelblau gefärbt.